# マザー・グースの歌
『マザー・グースの歌』（マザー・グースのうた、The Truth About Mother Goose）は、1957年8月28日に公開されたウォルト・ディズニー・プロダクション制作のアニメーション短編映画作品。カラーで、上映時間は15分。スペシャル・アニメの一作品である。第30回アカデミー賞短編アニメ部門ノミネート作品。

## 作品内容
今日では世界中で語り継がれているマザーグース。
その中でも特に有名な3つの歌にまつわる起源を絵本風に紹介していく。

## スタッフ
- 監督：ウォルフガング・ライザーマン、ビル・ジャスティス
- 脚本：ビル・ピート
- アニメーション：クリフ・ノーバーグ、エリック・クレワース、フレッド・ヘルミック、ディック・ルーカス、ケイ・ライト、ビル・キール、エド・パークス、アル・ステッター
- 効果：ダン・マクマニュス
- レイアウト：ザビエル・アテンシオ、バージル・デヴィドヴィッチ、ディック・アング、ヴァンス・ジェリー
- 背景：アル・デンスター、イヴィンド・イール、リチャード・H・トーマス、コリン・キャンベル
- 音楽：ジョージ・ブランズ
- 歌詞：トム・アデール、ビル・ピート、ジョージ・ブランズ
- ボーカル　ページ・ガヴァナフ・トリオ

## キャスト
| キャラクター | 原語版                     | 旧吹き替え版 |
| ------------ | -------------------------- | ------------ |
| 3人のピエロ  | ページ・ガヴァナフ・トリオ | 原語版流用   |
| ナレーション | ジョン・デナー             | 久米明       |